# Vignerot
Vignerot ist die seit Mitte des 15. Jahrhunderts bezeugte Familie der Herren von Le Pont-Courlay.

## Geschichte
Durch die Ehe von René de Vignerot mit der Schwester des Kardinals Richelieu wurden die Vignerot Erben der Plessis-Richelieu; Anfang des 17. Jahrhunderts erhielten sie rasch den Rang als Pair von Frankreich und verschiedene Herzogswürden.
Die bekanntesten Angehörigen der Familie sind:
- Louis-François (1696–1788) Duc de Richelieu, Duc de Fronsac,
- Armand-Emmanuel (1766–1822) Duc de Richelieu, Duc de Fronsac,
- Emmanuel-Armand (1720–1788), Duc d’Aiguillon, Duc d’Agenois

1822 starben die Vignerot im Mannesstamm aus und wurden von der Familie der Marquis de Jumilhac beerbt.

## Stammliste

### Die Herren von Le Pont-Courlay
1. Jean I, um 1460⚭ Huguette de La Roche, Dame du Pont-Courlay
  1. Pierre, Pfarrer
  2. Guillaume, Pfarrer
  3. Eustache, Seigneur du Pont-Courlay; ⚭ 9. Mai 1498 Jeanne, Tochter von Jean Caillerot, Seigneur de La Boufferie.
  4. Jean II, Seigneur du Pont-Courlay et de Villeneuve; ⚭ Jeanne, Tochter von Payen Le Tault, Seigneur de Semengue.
    1. Jean III, Seigneur du Pont-Courlay; ⚭ Françoise des Prez
      1. François I, Seigneur du Pont-Courlay; ⚭ I Renée Goulard; ⚭ II 6. Oktober 1560 Renée, Tochter von René de La Forêt, Seigneur de Beaurepaire
        1. (II) René, † 1625, Seigneur du Pont-Courlay et de Glenay, ⚭ 28. August 1603 Françoise, Tochter von François III, Seigneur de Richelieu, † 1615 (Haus Le Plessis-Richelieu) – Nachkommen siehe unten

      2. Jacques
      3. Antoine
      4. Perrette

    2. François, Pfarrer.
    3. Marguerite; ⚭ Nicolas Frondebœuf, Seigneur du Pont-d’Hérisson.
    4. Souveraine; ⚭ François des Prez, Seigneur du Vivier
    5. Jacquette, Nonne
    6. Hardie; ⚭ Antoine Marsac, Seigneur du Plaist.
    7. Renée, * posthum

  5. Catherine
  6. Nicole
  7. Marguerite; ⚭ Jean Berry
  8. Michelle

### Die Herzöge von Richelieu etc.
1. René, † 1625, Seigneur du Pont-Courlay et de Glenay, ⚭ 28. August 1603 Françoise, Tochter von François III, Seigneur de Richelieu, † 1615 (Haus Le Plessis-Richelieu) – Vorfahren siehe oben
  1. François II, * 1608, † 26. Januar 1646, Seigneur und später Marquis du Pont-Courlay, 15. März 1635 – 26. Januar 1646 Général des Galères de France; ⚭ 29. Juni 1626 Marie-Françoise, Tochter von Thomas, Baron de Guémadeuc, † 13. Januar 1674
    1. Armand Jean de Vignerot du Plessis, * 3. Oktober 1629, † 10. Mai 1715, Duc de Richelieu (4. Dezember 1642), Duc de Fronsac (1674), Prince de Mortagne, Marquis du Pont-Courlay, Comte de Cosnac, Baron de Barbezieux, Baron de Coze, Baron de Saugeon, Pair de France (für Richelieu und Fronsac), Erbe des Kardinals, 26. Januar 1646 – 22. Juli 1661 Général des Galères de France; ⚭ I 26. Dezember 1649 Anne, Tochter von François Poussard, Marquis des Fors, † 28. Mai 1684. ⚭ II 30. Juli 1684 Anne, Tochter von Jean d’Acigné, Comte de Grandbois, † 19. August 1698; ⚭ III 20. März 1702 Marguerite, Tochter von Jean Rouillé, Baron de Meslay, † 27. Oktober 1729.
      1. (II) Catherine-Armande, * 22. Juni 1685, Mademoiselle de Richelieu; ⚭ 23. April 1714 François, Comte de Clémont, † 1754 (Haus Le Châtelet)
      2. (II) Elisabeth-Marguerite, * 12. August 1686, Mademoiselle de Fronsac, Nonne
      3. (II) Marie-Gabrielle, * 27. Juni 1689, Äbtissin von Le Trésor
      4. (II) Louis-François de Vignerot du Plessis, * 13. März 1696, † 8. August 1788, Duc de Richelieu, Duc de Fronsac, Prince de Mortagne, Marquis du Pont-Courlay, Comte de Cosnac, Baron de Barbezieux, Baron de Coze, Baron de Saugeon, Pair de France, 1734 Brigadier, 1738 Feldmarschall, 1745 Generalleutnant, 11. Oktober 1748 Marschall von Frankreich, 25. November 1720 Mitglied der Académie Française (Fauteuil 32); ⚭ I 12. Februar 1711 Anne, Tochter von Jean-François de Noailles, † 1716 (Haus Noailles); ⚭ II 7. April 1734 Elisabeth, Tochter von Anne, Comte d’Harcourt, † 1740 (Haus Harcourt); ⚭ III 1780 Jeanne, Tochter von Gabriel, Comte de Lavaulx
        1. (II) Louis Antoine, * 4. Februar 1736, Duc de Richelieu, Duc de Fronsac, Prince de Mortagne, Marquis du Pont-Courlay, Comte de Cosnac, Baron de Barbezieux, Baron de Coze, Baron de Saugeon, Pair de France, † 1791. 1. März 1780 Generalleutnant. ⚭ I 25. Februar 1764 Adélaïde, Tochter von Emmanuel, Marquis de Hautefort, † 1767 (Haus Hautefort); ⚭ II 20. April 1776 Marie-Antoinette, Tochter von Philippe de Galliffet, Baron de Dampierre.
          1. (I) Armand-Emmanuel, * 25. September 1766, † 17. Mai 1822, Duc de Richelieu, Duc de Fronsac, Prince de Mortagne, Marquis du Pont-Courlay, Comte de Cosnac, Baron de Barbezieux, Baron de Coze, Baron de Saugeon, Pair de France (1814), 1815–1819 und 1820–1821 Président du Conseil, 1816 Mitglied der Académie Française (Fauteuil 16); ⚭ 6. Dezember 1782 Rosalie, Tochter von Aimeric, Comte de Faudoas (Haus Rochechouart)
          2. (II) Armande-Marie * 27. Juni 1777; ⚭ Hippolyte, Marquis de Montcalm-Gozon
          3. (II) Armande-Simplicie * 2. November 1778; ⚭ Antoine, Marquis de Jumilhac – Nachkommen: die weiteren Herzöge von Richelieu und Fronsac

        2. (II) Jeanne-Sophie, * 1. März 1740, † 1769; ⚭ 10. Februar 1756 Casimir Pignatelli, Comte d’Egmont.

    2. Marie-Marthe † September 1665
    3. Jean-Baptiste, * 8. November 1632, † 11. April 1662, Marquis de Richelieu; ⚭ 6. November 1652 Jeanne, † 30. April 1663, Tochter von Pierre de Beauvais, Seigneur de Gentilly, und Catherine Bellier
      1. Louis-Armand, * 9. Oktober 1654, † 22. Oktober 1730, Duc d’Aiguillon, Marquis de Richelieu, Comte d’Agenois, Baron de Québriac, ⚭ Marie-Charlotte, Tochter von Armand-Charles de La Porte, Duc de Rethelois-Mazarini, † 1729. (Haus La Porte)
        1. Armand-Louis; * Oktober 1683, † 31. Januar 1750, Duc d’Aiguillon, Comte d’Agenois, Pair de France (für Aiguillon am 10. Mai 1731), ⚭ 12. August 1718 Anne, Tochter von Louis, Marquis de Florensac (Haus Crussol)
          1. Emmanuel-Armand * 30. Juli 1720, † 1. September 1788, Duc d’Aiguillon, Comte und später Duc d’Agenois, Prince de Portien, Comte de Saint-Florentin, Pair de France, ⚭ 4. Februar 1740 Louise, Tochter von Louis de Brehant, Comte de Plélo.
            1. Armand-Désiré * 31. Oktober 1761, † 4. Mai 1800, Duc d’Aiguillon, Duc d’Agenois, Pair de France, 7. Mai 1792 Feldmarschall; ⚭ 1785 Jeanne de Navailles.
            2. Innocente-Aglaé * 1747, † 1776; ⚭ 1766 Joseph Moreton, Marquis de Chabrillant.

          2. Marie-Anne, * 29. April 1723, † 16. Mai 1728
          3. Armand-Charlotte, * 5. Juni 1725.
          4. Armand-Louis, * 1. Mai 1729.
          5. Armand-Jules * 5. Dezember 1730.

        2. Innocent-Jules * 27. September 1705, L’Abbé de Richelieu.

      2. Marie-Françoise, * 27. Dezember 1655, Nonne
      3. Elisabeth, * 12. Januar 1657; ⚭ Juni 1696 Nicolas Quelain, Seigneur du Plessis.
      4. Marie-Marthe, * 3. August 1658, † 13. Januar 1719, Äbtissin von Saint-Rémy des Landes
      5. Louis-Armand, † 7. August 1668.

    4. Marie-Thérèse, * 25. April 1636, † 18. Dezember 1704, Duchesse d’Aiguillon, Pair de France, Nonne.
    5. Emmanuel-Joseph, * 8. März 1639, † 9. Januar 1665, Comte de Richelieu, Abt von Marmoutier und Saint-Ouen de Rouen.

  2. Marie-Madeleine, † 17. April 1675, Januar 1638 Duchesse d’Aiguillon, Pair de France (Patentbrief für Aiguillon Januar 1638, registriert für 19. Mai 1638), ⚭ Antoine de Beauvoir, Seigneur de Combalet

## Weblink
- Die Plessis-Richelieu bei web.genealogies